# 吴淑仪
吴淑仪（？—1007年），宋太宗的妃嬪。
吴氏是右屯卫将军吴延保之女，太平兴国四年（979年）二月吴氏入宫，太平兴国五年（950年）为美人，宋真宗初年，进封为昭容，景德四年（1007年）去世。明道二年（1033年）十二月宋仁宗赠赠吴氏淑容，庆历四年（1044年）九月赠淑仪。